# 封鎖突破船

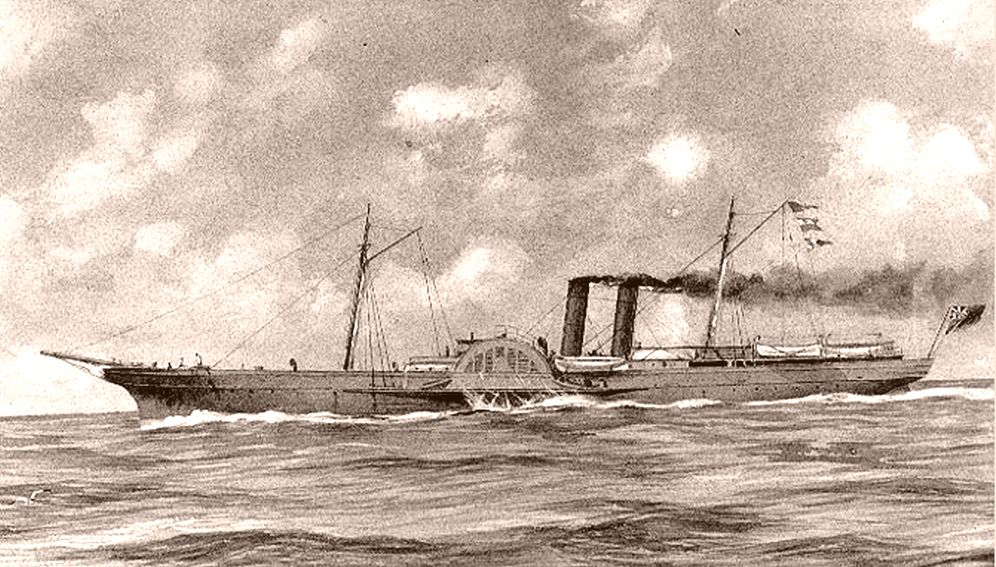
アメリカの封鎖突破船
（1899年の素描）

封鎖突破船 （ふうさとっぱせん、英語: blockade runner, ドイツ語: Blockadebrecher）とは、戦時に敵国によって封鎖された国家または地域に対し、戦争遂行に必要な資源・需品・武器などを封鎖を破って輸送する船を意味する。封鎖ランナーとも呼ばれる。

## 南北戦争
1861年から1865年にかけて戦われた南北戦争では北軍が南部連邦の海上封鎖を実施した。このため南部諸州は軍需、民需を問わず物資の欠乏に悩んでいた。このため南部海軍ではイギリスのリバプールに代表部を置き、銃・砲・弾薬・軍装品等の買い付けや封鎖突破船の建造や購入を行っていた。イギリスの投資家もまたこの事業に目をつけ、封鎖突破船を建造した。その目的に沿って建造された船は機関の出力が大きく、視認されにくいように帆柱や煙突は低く、空気抵抗を減らすために後傾して作られていた。
それらの貨物は当時イギリス領であったバハマ諸島のナッソーやバミューダ諸島まで合法的に、したがって北軍に妨げられることなく運ばれた。封鎖突破船は暗夜を選んでこれらの港を出航し、北軍の封鎖艦隊の隙をついて南部連邦の港に入港した。港に近づく前に見つかって追跡を受けた場合、砲台で守られた海岸に乗り上げることができれば、船を失っても積み荷の代価で十分な利益になったという。復路も十分快速な船であれば、綿花を積み込み同様に好条件を待ち、北軍の追跡船を振り切ってナッソーへ入港できたが、この帰りの航海の利益は行きの利益とは比べものにならないほど少なかった。
出港の際には黒煙で封鎖艦隊の注意を引かぬようにコークスを焚くことも行われた。北部海軍に拿捕される船も少なくなく、これらもナッソーに回航・係留されて競売にかけられた。封鎖突破船は北軍に拿捕されても、イギリス人乗組員は拘束されずに解放された。

## 第二次世界大戦
第二次世界大戦においてドイツ海軍は、1942年から1944年にかけて、大西洋とインド洋の一部地域における連合国の海上封鎖を突破して、同盟国である日本がそのほぼ全域を支配していたアジアおよびインド洋水域から、酸素魚雷や無気泡発射管、空母の設計図や水上飛行艇などの日本の最新の軍事技術情報や、ゴム、スズ、モリブデン等の戦略物資をドイツへ持ち帰るべく高速貨物船を派遣した。往路には日本の必要とする工作機械等の軍需品を日本にもたらした。
日本海軍はドイツ船舶を「柳船」という秘匿名称で呼び、昭南やペナンなどの基地を提供しただけでなく、日本海軍の艦艇を提供し燃料や物資補給を行うなど協同作戦を行った。しかし、日本域内での留置き、撃沈や事故などにより、大戦終結後までにドイツの港まで帰れたのは17隻のうちの2隻に過ぎなかった。他にもイタリア海軍も潜水艦を派遣した。

## 文献
- Heinz Schäffer、横川文雄訳『Uボート977』朝日ソノラマ、1984年。
  - 訳者がドイツ大使館派遣員として見聞したアジア水域におけるドイツ海軍の動きが同訳書の付録「南海のドイツ海軍」に収められている。
- 石川美邦『横浜ドイツ軍艦燃ゆ』木馬書館、1995年。
  - 1942年11月30日、横浜港で起きたドイツの封鎖突破船と仮装巡洋艦の爆発事件の全貌。102人死亡。
- 新井恵美子『箱根山のドイツ兵』近代文藝社、1995年。
- Erwin Wickert、佐藤眞知子訳『戦時下ドイツ大使館』中央公論社、1998年。